# Popcorn (singel)
Popcorn – utwór muzyczny skomponowany przez Gershona Kingsleya. Pierwszy raz został nagrany przez kompozytora w 1969, a następnie przez założony przez niego zespół First Moog Quartet w 1972 roku.
Spopularyzowany został przez zespół Hot Butter w 1972 roku. Jest to jeden z najbardziej rozpoznawalnych utworów z gatunku synth pop. W latach późniejszych był wykonywany w różnych aranżacjach przez różnych artystów, m.in. DJ Voyager, Jean-Michel Jarre, Caustic Window (Aphex Twin), M&H Band (Mark Haliday), DJ Fantomas, Guru Josh, Gigi D’Agostino, Bass Bumpers (pod szyldem Crazy Frog), Muse, Unter Null.